# Red Bull Air Race World Series
De Red Bull Air Race World Series, opgericht in 2003 door Red Bull, was een internationale wedstrijd waarin piloten hun toestel door een bepaald parcours moeten sturen. Het parcours werd uitgezet met opblaasbare pilonen van ongeveer 12 meter hoog.
Het kampioenschap kende al enige Nederlandse inbreng; in de seizoenen 2005 en 2008 werd de haven van Rotterdam aangedaan. Ook kwam de Nederlandse piloot Frank Versteegh kort uit in het kampioenschap.
Tussen 2011 en 2013 werd de Red Bull Air Race World Series niet gehouden, zodat het kampioenschap gereorganiseerd kon worden en de veiligheid verbeterd kon worden. In 2014 keerde het kampioenschap terug en werd met de Challenger Class een nieuwe klasse geïntroduceerd. In mei 2019 maakte de organisatie bekend dat het kampioenschap vanaf 2020 niet meer wordt gehouden.

## Kampioenen
| Seizoen | Kampioen          | Challenger Class |
| ------- | ----------------- | ---------------- |
| 2003    | Peter Besenyei    | Niet gehouden    |
| 2004    | Kirby Chambliss   | Niet gehouden    |
| 2005    | Mike Mangold      | Niet gehouden    |
| 2006    | Kirby Chambliss   | Niet gehouden    |
| 2007    | Mike Mangold      | Niet gehouden    |
| 2008    | Hannes Arch       | Niet gehouden    |
| 2009    | Paul Bonhomme     | Niet gehouden    |
| 2010    | Paul Bonhomme     | Niet gehouden    |
| 2014    | Nigel Lamb        | Petr Kopfstein   |
| 2015    | Paul Bonhomme     | Mikaël Brageot   |
| 2016    | Matthias Dolderer | Florian Bergér   |
| 2017    | Yoshihide Muroya  | Florian Bergér   |
| 2018    | Martin Šonka      | Luke Czepiela    |
| 2019    | Matt Hall         | Florian Bergér   |